# Pius Brunquell
Pius Brunquell OP (auch Brunnquell; * 23. Mai 1752 in Bamberg; † 27. August 1828 ebenda) war ein deutscher Theologe und Ordenspriester des Dominikanerordens.

## Leben
Brunquell nahm sein Studium an der Bamberger Hochschule auf. In der ersten Studienphase, am 24. Juli 1770, wurde er in den Konvent des Dominikanerklosters Bamberg aufgenommen. Am 30. Juni 1775 empfing er die Priesterweihe. Er schloss seine Studien der Theologie als Magister Theologiae ab; 1776 hielt er im Kloster Mödingen seine Defensio und erhielt am 14. Oktober 1777 die Approbation. Anschließend widmete er sich dem Studium der Rechte, das er bis 1779 betrieb. 
Pater Pius erhielt im Bamberger Konvent 1780 einen Lehrstuhl für Philosophie, wobei er die Logik und die Praktische Philosophie lehrte. Außerdem führte er im Konvent die Lehre im Bereich der Mathematik ein. Später wurde er Lehrer der Theologie. 1792 oder 1793 wurde er zum Prior gewählt. Er verbesserte die finanzielle Lage des Klosters und wurde mehrmals wiedergewählt. Mit der Aufhebung des Klosters im Zuge der Säkularisation 1803 wirkte Brunquell als Weltpriester an der Bamberger Martinskirche. Außerdem widmete er sich vermehrt der schriftstellerischen Arbeit. 
Brunquell wurde nach dessen Amtsantritt Berater des Bamberger Erzbischofs Joseph Graf von Stubenberg. 1822 schenkte er urkundlich seine über Jahrzehnte angesammelte reichhaltige Bibliothek dem Bamberger Domkapitel.

## Werke (Auswahl)
- Beweise für die Unauflösbarkeit des Ehebandes, Doll, Augsburg 1810.
- Antwort auf die Bemerkungen über die Schrift: Beweise für die Unauflösbarkeit des Ehebandes, Doll, Augsburg 1812.
- Kurze Geschichte der Kirchenbuße und Apologie der sakramentalischen Beichte, Göbhardt, Bamberg und Würzburg 1816.
- Kurze historische, dogmatische und praktische Abhandlungen über den Ablass, Göbhardt, Bamberg und Würzburg 1816.